# Red Island (Heard und McDonaldinseln)
Red Island (englisch für Rote Insel) ist eine bis zu 95 m hohe Insel aus „dunkelroter Lava“ im Archipel Heard und McDonaldinseln im südlichen Indischen Ozean. Sie liegt 800 m nördlich der Laurens-Halbinsel von Heard, mit der sie über einen sandigen, niedrigen und schmalen Isthmus, einen sogenannten Tombolo, verbunden ist. Dieser ist seinerseits gekennzeichnet durch die zentral gelegene Roman-Lagune.
Die Insel besteht aus einem Aschekegel und einem sich daran anschließenden Lavafeld. Nur die Ostflanke des Kegels aus einer 2 m dicken Trachytschicht, die ihrerseits von einer 30 m starken Schicht aus Asche und Brekzien überlagert wird, ist erhalten. Der westliche Teil dagegen ist vom Meer weggespült. Im Längsschnitt durch die seenahen Kliffs an der Nordseite sind fünf bis sechs Lavaströme enthalten; ein älterer und bereits von Vegetation bewachsener Lavastrom verläuft östlich und südlich.
Auf Red Island gibt es eine Kolonie von etwa 30 Paaren der auf Heard endemischen Heardscharbe (Phalacrocorax nivalis).
Ihren deskriptiven Namen erhielt sie durch US-amerikanische Robbenjäger, die ab 1855 in den Gewässern um die Inselgruppe operierten. Die Insel ist „leicht anhand ihrer Farbe unterscheidbar.“